# Всероссийская по делам о выборах в Учредительное собрание комиссия
Всероссийская по делам о выборах в Учредительное собрание комиссия или же Всевыборы — многопартийный орган исполнительной власти, учреждённый Временным правительством 20 июля 1917 года в рамках подготовки к выборам и созыву Всероссийского учредительного собрания. Начала свою деятельность 7 августа после согласования состава комиссии.

## История
После подхода к завершению подготовки документации и нормативно-правовых актов, связанных с проведением выборов и созыва Учредительного Собрания, появилась потребность в начале организаций выборов, что требовало формирование особого органа власти — избирательной комиссии, которая был эти выборы и организовала. Таким образом, Временное правительство учредила всевыборы — орган, отвечающий за проведение выборов, который начал свою деятельность 7 августа.
Начав свою деятельность, комиссия начала немедленную подготовку к проведениям выборов. 11 августа разослали во все губернии циркуляр с требованием о предоставлении данных по подготовке к выборам, а 18 августа учредили избирательные комиссии уездного, городского и участкового (районного) уровня, требуя привлекать к ним исключительно высокообразованных специалистов, пользующиеся популярностью и доверием у общества — учителей, врачей, судей, священников и иных лиц, при этом не имеющих связей с партиями — только 10% от всех членов изберкомов указали свою партийность при составлении анкеты всевыборов.
После октябрьского переворота вступила в конфликт с СНК, который, свергнув ВП, провозгласил себя временной властью до созыва собрания, в рамках чего был принят незаконный указ о назначении комиссара над комиссией с его правом полного роспуска и замены членов оной, после чего орган и его члены были де-факто разогнаны, а их место заняли большевики, стремясь поставить под свой контроль выборы.

## Состав

### Председатель до 29 ноября
- Авинов Н.Н. — член КДП, профессор юридических наук.

### Состав до 29 ноября
- Брамсон Л.М. — член ПНС (энесы).
- Винавер М.М. — член КДП.
- Вишняк М.В. — член ПСР.
- Гессен В.М. — член КДП.
- Гродзицкий М.И. — член прогрессистов.
- Гомбарг В.В. — член РСДРП(м).
- Крохмаль В.Н. — член РСДРП(м).
- Лелюхин А.Г. — беспартийный.
- Лордкипанидзе Г.М. — член ПСР.
- Маклаков В.А. — член КДП.
- Набоков В.Д. — член КДП.
- Нольде Б.Э. — член КДП.
- Понтович Э.Э. — член ПНС (энесы).
- Фокеев М.С. — член ПСР.
- Яшунский И.Х. — член БУНДа.

### Состав с 30 ноября
- Урицкий, Моисей Соломонович — член РСДРП(б), врио Председателя;
- Петровский, Григорий Иванович — член РСДРП(б);
- Сталин, Иосиф Виссарионович — член РСДРП(б).

## Деятельность
В рамках своей деятельности занималась подготовкой и проведением выборов в Учредительное собрание.